# Bogdan Tereszczyński
Bogdan Tereszczyński (ur. 23 stycznia 1960 w Karczewie) – polski piłkarz, występujący na pozycji pomocnika, trener piłkarski.

## Kariera
Jest wychowankiem Mazura Karczew. W 1979 roku został zawodnikiem Gwardii Warszawa. Z klubem tym w sezonie 1980/1981 awansował do I ligi, w której następnie rozegrał 15 meczów. W 1983 roku powrócił do Mazura Karczew. Rok później został graczem Polonii Warszawa, której barwy następnie reprezentował do 1993 roku. W rundzie jesiennej sezonu 1993/1994 był piłkarzem Motoru Lublin, a w styczniu 1994 przeszedł do Pogoni Siedlce. W dalszym etapie kariery był zawodnikiem jeszcze takich klubów jak SV Arnstadt/Rudisleben, Mazur Karczew i Wolf Całowanie.
Po zakończeniu kariery piłkarskiej pełnił funkcję trenera w Vistuli Nadbrzeż i Wiśle Dziecinów.

## Statystyki ligowe
| Sezon         | Klub                   | Liga          | Mecze | Gole |
| ------------- | ---------------------- | ------------- | ----- | ---- |
| 1978/1979     | Mazur Karczew          | liga okręgowa | ?     | ?    |
| 1979/1980     | Gwardia Warszawa       | II liga       | ?     | ?    |
| 1980/1981     | Gwardia Warszawa       | II liga       | ?     | ?    |
| 1981/1982     | Gwardia Warszawa       | I liga        | 9     | 0    |
| 1982/1983     | Gwardia Warszawa       | I liga        | 6     | 0    |
| 1983/1984     | Mazur Karczew          | liga okręgowa | ?     | ?    |
| 1984/1985     | Polonia Warszawa       | II liga       | ?     | ?    |
| 1985/1986     | Polonia Warszawa       | III liga      | ?     | ?    |
| 1986/1987     | Polonia Warszawa       | III liga      | ?     | ?    |
| 1987/1988     | Polonia Warszawa       | III liga      | ?     | ?    |
| 1988/1989     | Polonia Warszawa       | III liga      | ?     | ?    |
| 1989/1990     | Polonia Warszawa       | III liga      | ?     | ?    |
| 1990/1991     | Polonia Warszawa       | III liga      | ?     | ?    |
| 1991/1992     | Polonia Warszawa       | II liga       | 33    | 7    |
| 1992/1993     | Polonia Warszawa       | II liga       | 17    | 0    |
| 1993/1994 (j) | Motor Lublin           | II liga       | 14    | 0    |
| 1993/1994 (w) | Pogoń Siedlce          | III liga      | ?     | ?    |
| 1994/1995     | SV Arnstadt/Rudisleben | Landesliga    | ?     | ?    |
| 1997/1998 (j) | Mazur Karczew          | III liga      | ?     | ?    |